# LOL

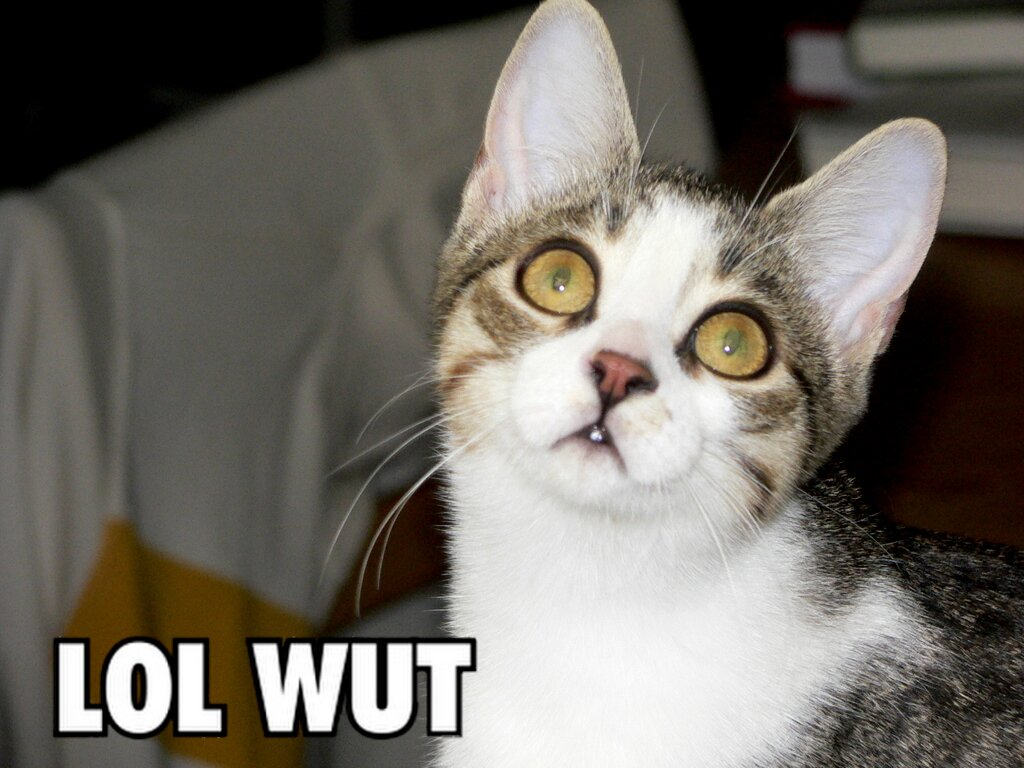
Một con mèo (lolcat) với biểu tượng "LOL"

LOL, hay lol, là từ tiếng lóng Internet và là từ viết tắt từ chữ đầu cho cụm từ tiếng Anh laugh(ing) out loud hay lots of laughs, có nghĩa là "cười to" hoặc "cười lớn". Từ này được dùng rất phố biến trên Internet, đặc biệt khi người dùng nói chuyện với nhau thông qua các hệ thống tin nhắn.